# ناحیه جموره
ناحیه جموره (به عربی: دائرة جمورة) یک ناحیه در الجزایر است که در استان بسکره واقع شده‌است.